# Miraguaí
Miraguaí es un municipio brasileño del estado de Rio Grande do Sul. Se encuentra ubicado a una latitud de 27º29'39" Sur y una longitud de 53º41'10" Oeste, estando a una altitud de 488 metros sobre el nivel del mar. Su población estimada para el año 2016 era de 4.978 habitantes. Ocupa una superficie de 129,64 km².
- Datos: Q1786369
- Multimedia: Miraguaí / Q1786369